# Feldhockey-Weltmeisterschaft der Herren 2006

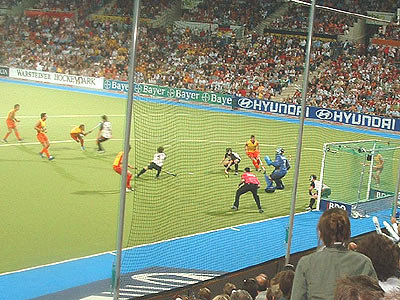
Szene aus Halbfinale ESP-DEU 3:5 n. 7m. Deutschland wehrt eine Strafecke der Spanier in der Verlängerung ab.

Die 11. Feldhockey-Weltmeisterschaft der Herren wurde vom 6. bis 17. September 2006 im Hockeypark in Mönchengladbach ausgetragen. Der Hockeypark war die einzige Spielstätte des Turniers.
Der offizielle Name des Turniers lautete BDO Hockey World Cup Men 2006. Es traten zwölf Nationalmannschaften zunächst in zwei Gruppen und danach in Platzierungsspielen gegeneinander an. Insgesamt wurden 42 Länderspiele absolviert.
Deutschland besiegte im Finale Australien mit 4:3 und konnte den Titel zum zweiten Mal in Folge erringen.

## Austragungsort
Der Hockeypark besitzt einen Hauptplatz mit Kunstrasen und einer Kapazität von 12.000 Zuschauern. Des Weiteren gibt es einen Nebenplatz, ebenfalls mit Kunstrasen, der ca. 850 Zuschauern Platz bietet.

## Qualifikation
Es waren die fünf amtierenden Kontinentalmeister teilnahmeberechtigt.
| Asien  | Amerika     | Afrika    | Ozeanien   | Europa  |
| ------ | ----------- | --------- | ---------- | ------- |
| Indien | Argentinien | Südafrika | Australien | Spanien |

Außerdem waren der Vize-Europameister, die Niederlande, und der Gastgeber, Deutschland, direkt qualifiziert.
Die übrigen fünf Starterplätze wurden durch das Qualifikationsturnier BDO Hockey World Cup Qualifier vergeben, welches vom 12. bis 23. April 2006 in Changzhou stattfand. Dabei qualifizierten sich Neuseeland, Südkorea, England, Pakistan und Japan für das Turnier.

## Teilnehmer

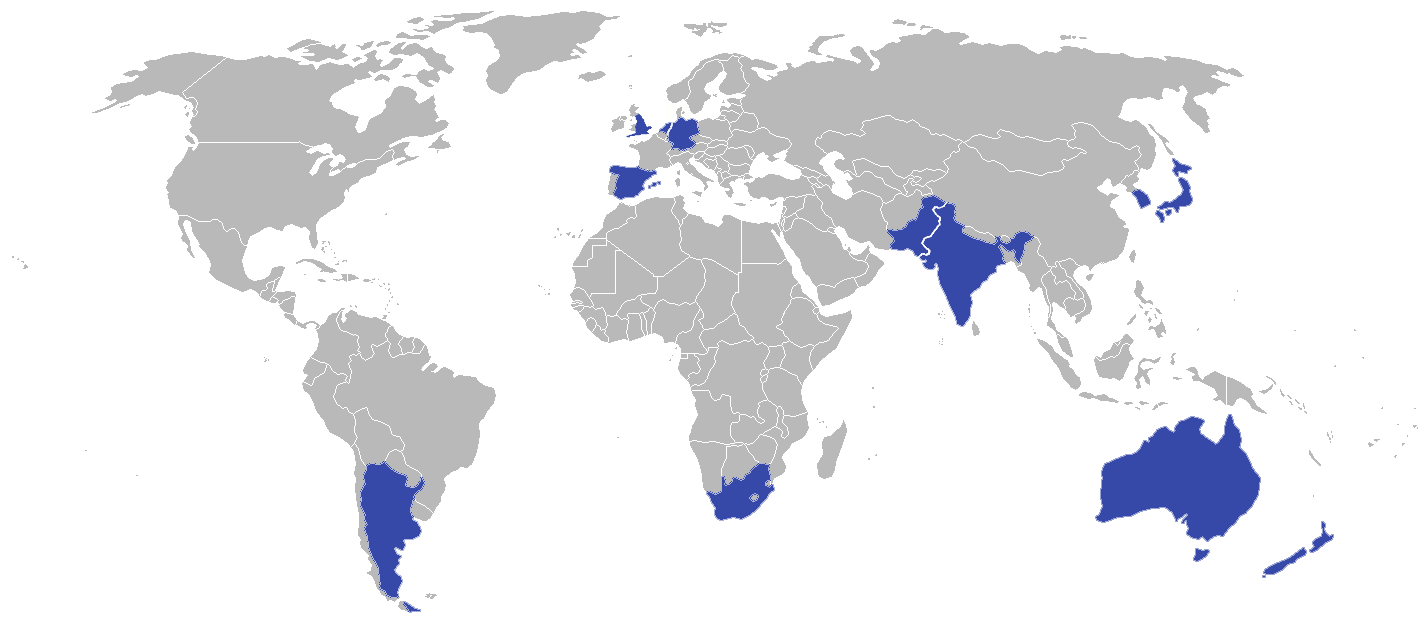
Weltkarte mit den Teilnehmerstaaten

Deutschland, die Niederlande, Indien, Pakistan und Spanien konnten sich bisher für jede Weltmeisterschaft qualifizieren. England, Argentinien und Australien konnten sich bisher nur einmal nicht für eine Weltmeisterschaft qualifizieren. Für Neuseeland ist es die siebte, für Korea sowie Japan die vierte und für Südafrika die dritte Teilnahme.
Die Mannschaften wurden nach der Weltrangliste des Welthockeyverbandes FIH in zwei Gruppen eingeteilt.
| Gruppe A        | Gruppe B        |
| Australien (1)  | Niederlande (2) |
| Spanien (4)     | Deutschland (3) |
| Pakistan (5)    | Indien (6)      |
| Argentinien (8) | Südkorea (7)    |
| Neuseeland (9)  | Südafrika (10)  |
| Japan (14)      | England (11)    |

In Klammern sind die Platzierungen in der Weltrangliste der FIH (Sahara Men’s World Rankings) zur Zeit der Gruppeneinteilung angegeben.

## Schiedsrichter
Der Welthockeyverband hat für den BDO Hockey World Cup Men 2006 14 Schiedsrichter aus 12 Nationen nominiert.
Darüber hinaus gibt es zwei Schiedsrichter-Obmänner (Umpires’ Manager). Diese unterstützen die Schiedsrichter bei den administrativen Aufgaben.
- Xavier Adell  Spanien
- Christian Blasch  Deutschland
- Henrik Ehlers  Dänemark
- David Gentles  Australien
- Murray Grime  Australien
- Hamish Jamson  England
- Kim Hong-lae  Südkorea
- Satinder Kumar  Indien
- David Leiper  Schottland
- Sumesh Putra  Kanada
- Amarjit Singh  Malaysia
- Rob ten Cate  Niederlande
- Andy Mair  Schottland
- John Wright  Südafrika

Umpires’ Manager
- Don Prior  Australien
- Clive McMurray  Südafrika

## Sponsoren
Der offizielle Name der 11. Feldhockey-Weltmeisterschaft lautet BDO Hockey World Cup Men 2006. Namenssponsor (Titelsponsor) der Veranstaltung ist die Wirtschaftsprüfungsgesellschaft BDO International aus den Niederlanden, die auch Großsponsor des Welthockeyverbandes ist.
Internationale Partner des Turniers sind die niederländische Bank Rabobank, Samsung und das indische Unternehmen Sahara.
Des Weiteren gibt es mit Hyundai, TK Hockey und der Warsteiner Brauerei, die auch Namenssponsor des HockeyParks ist, nationale Partner.
Die weiteren Sponsoren unterteilen sich in die Rubriken Premium Partner, Classic Partner und Medienpartner.

## Eintrittskarten
Die in zwei Kategorien angebotenen Tageskarten waren jeweils für alle Spiele an einem Spieltag gültig. Die Preise für die Gruppen-, Platzierungs- und Finalrundenspiele in Kategorie 1 lagen zwischen 21,85 € und 35,65 € sowie in Kategorie 2 von 12,65 € bis 18,40 €. Die günstigsten Karten gab es für Vorrundenspiele an Werktagen.
Neben Tageskarten gab es auch Wochenendkarten und Dauerkarten. Für alle Kategorien waren Ermäßigungen verfügbar. Außerdem haben die weiterführenden Schulen Mönchengladbachs Freikarten für ihre Schüler bekommen.
Die Karten wurden über Ticketonline und über den Deutschen Hockey-Bund vertrieben.
Bei Karten auf der Zusatztribüne Block M war die Sicht auf das nahe Tor eingeschränkt, da die Zusatztribüne in einem zu flachen Winkel aufgebaut worden war.

## Organisation

### Schirmherr
Schirmherr der Weltmeisterschaft war Bundespräsident Horst Köhler.

### Organisationskomitee
Vorsitzender des Organisationskomitees war Karl-Joachim Hürter. Weitere Mitglieder dieses Komitee waren unter anderem der Präsident des Deutschen Hockey-Bundes Stephan Abel und die Generalsekretärin des Verbandes Uschi Schmitz.

### Technische Offizielle der FIH
Als Repräsentant des Welthockeyverbandes FIH fungierte Els van Breda Vriesman, die auch Präsidentin des Verbandes ist.
Turnierdirektor war der Australier Ken Read.

### Etat
Für die Durchführung der Weltmeisterschaft standen ca. 2 Millionen Euro zur Verfügung. Davon kamen 400.000 Euro von der öffentlichen Hand und ca. 600.000 Euro von Sponsoren. Die restliche Million sollte durch den Verkauf von Eintrittskarten erlöst werden. Dazu wurde mit einer Gesamtzuschauerzahl von 80.000 kalkuliert, die allerdings mit insgesamt ca. 100.000 Zuschauern übertroffen wurde.

## Vorrunde
| Rang | Land        | Spiele | S | U | N | Tore  | Differenz | Punkte |
| ---- | ----------- | ------ | - | - | - | ----- | --------- | ------ |
| 1    | Australien  | 5      | 4 | 0 | 1 | 18:5  | +13       | 12     |
| 2    | Spanien     | 5      | 3 | 2 | 0 | 13:7  | + 6       | 11     |
| 3    | Neuseeland  | 5      | 2 | 1 | 2 | 10:14 | − 4       | 7      |
| 4    | Pakistan    | 5      | 1 | 2 | 2 | 10:10 | ± 0       | 5      |
| 5    | Argentinien | 5      | 1 | 1 | 3 | 5:12  | − 7       | 4      |
| 6    | Japan       | 5      | 1 | 0 | 4 | 7:15  | − 8       | 3      |

| Spielnummer – Datum – Uhrzeit   | Mannschaft 1 | Mannschaft 2 | Ergebnis |
| ------------------------------- | ------------ | ------------ | -------- |
| 02 – 6. September 2006 – 18:30  | Argentinien  | Neuseeland   | 0:3      |
| 05 – 7. September 2006 – 16:00  | Pakistan     | Japan        | 4:0      |
| 06 – 7. September 2006 – 18:00  | Australien   | Spanien      | 1:3      |
| 08 – 8. September 2006 – 16:00  | Neuseeland   | Pakistan     | 4:4      |
| 10 – 8. September 2006 – 20:15  | Spanien      | Argentinien  | 1:1      |
| 13 – 9. September 2006 – 17:30  | Japan        | Neuseeland   | 0:1      |
| 14 – 9. September 2006 – 19:30  | Argentinien  | Australien   | 0:4      |
| 15 – 10. September 2006 – 12:30 | Pakistan     | Spanien      | 2:2      |
| 18 – 10. September 2006 – 19:00 | Australien   | Japan        | 3:1      |
| 19 – 11. September 2006 – 14:00 | Spanien      | Neuseeland   | 3:1      |
| 21 – 11. September 2006 – 18:00 | Argentinien  | Pakistan     | 1:0      |
| 23 – 12. September 2006 – 14:00 | Neuseeland   | Australien   | 1:7      |
| 24 – 12. September 2006 – 16:00 | Japan        | Argentinien  | 4:3      |
| 27 – 13. September 2006 – 14:00 | Japan        | Spanien      | 2:4      |
| 30 – 13. September 2006 – 20:30 | Australien   | Pakistan     | 3:0      |

| Rang | Land        | Spiele | S | U | N | Tore  | Differenz | Punkte |
| ---- | ----------- | ------ | - | - | - | ----- | --------- | ------ |
| 1    | Deutschland | 5      | 3 | 2 | 0 | 12:5  | + 7       | 11     |
| 2    | Südkorea    | 5      | 3 | 2 | 0 | 8:5   | + 3       | 11     |
| 3    | Niederlande | 5      | 3 | 1 | 1 | 16: 9 | + 7       | 10     |
| 4    | England     | 5      | 2 | 0 | 3 | 10:10 | ± 0       | 6      |
| 5    | Südafrika   | 5      | 0 | 2 | 3 | 4:13  | − 9       | 2      |
| 6    | Indien      | 5      | 0 | 1 | 4 | 7:15  | − 8       | 1      |

| Spielnummer – Datum – Uhrzeit   | Mannschaft 1 | Mannschaft 2 | Ergebnis |
| ------------------------------- | ------------ | ------------ | -------- |
| 01 – 6. September 2006 – 15:30  | Deutschland  | Indien       | 3:2      |
| 03 – 6. September 2006 – 20:30  | Südkorea     | Niederlande  | 3:2      |
| 04 – 7. September 2006 – 14:00  | Indien       | England      | 2:3      |
| 07 – 7. September 2006 – 20:15  | Niederlande  | Südafrika    | 2:0      |
| 09 – 8. September 2006 – 18:00  | England      | Südkorea     | 0:1      |
| 11 – 9. September 2006 – 13:00  | Südafrika    | Indien       | 1:1      |
| 12 – 9. September 2006 – 15:15  | Deutschland  | Niederlande  | 2:2      |
| 16 – 10. September 2006 – 14:45 | England      | Deutschland  | 1:2      |
| 17 – 10. September 2006 – 17:00 | Südkorea     | Südafrika    | 2:2      |
| 20 – 11. September 2006 – 16:00 | Indien       | Südkorea     | 1:2      |
| 22 – 11. September 2006 – 20:15 | Niederlande  | England      | 4:3      |
| 25 – 12. September 2006 – 18:00 | Deutschland  | Südafrika    | 5:0      |
| 26 – 12. September 2006 – 20:00 | Indien       | Niederlande  | 1:6      |
| 28 – 13. September 2006 – 16:20 | Südkorea     | Deutschland  | 0:0      |
| 29 – 13. September 2006 – 18:30 | Südafrika    | England      | 1:3      |

## Platzierungsspiele
| Argentinien                                                       | 3:2 | Indien                                | Spielbericht                                                  |
| Matías Vila (41., E) Matías Paredes (51., E) Matías Vila (62., E) |     | Arjun Halappa (3.) Rajpal Singh (54.) | 16. September 2006 Schiedsrichter: David Leiper Hamish Jamson |

| Südafrika                               | 2:5 | Japan                                                                                               | Spielbericht                                                |
| Ian Symons (37., E) Ian Symons (58., E) |     | Kazuo Yoshida (7., E) Akira Ito (25.) Toshiaki Fukuda (47.) Mitsuru Ito (61.) Toshiaki Fukuda (67.) | 16. September 2006 Schiedsrichter: Xavier Adel Sumesh Putra |

Spiel um Platz 11
| Südafrika | 0:1 | Indien                | Spielbericht                                                 |
|           |     | Rajpal Singh (54., E) | 17. September 2006 Schiedsrichter: Murray Grime Sumesh Putra |

| Japan                                        | 2:1 | Argentinien           | Spielbericht                                                       |
| Kazuo Yoshida (37., 7m) Kazuyuki Ozawa (69.) |     | Rodrigo Vila (56., E) | 17. September 2006 Schiedsrichter: Satinder Kumar Christian Blasch |

|  | Halbfinale neun bis zwölf       | Halbfinale neun bis zwölf       |                                 |   | Spiel um Platz neun            | Spiel um Platz neun            |
|  |                                 |                                 |                                 |   |                                |                                |
|  | Argentinien                     | 3                               |                                 |   |                                |                                |
|  | Indien                          | 2                               |                                 |   |                                |                                |
|  | 35 – 16. September 2006 – 12:30 |                                 |                                 |   |                                |                                |
|  |                                 |                                 | 39 – 17. September 2006 – 10:30 |   |                                |                                |
|  | Japan                           | 2                               |                                 |   |                                |                                |
|  |                                 | Argentinien                     | 1                               |   |                                |                                |
|  |                                 |                                 |                                 |   |                                |                                |
|  | Spiel um Platz elf              |                                 |                                 |   |                                |                                |
|  | 36 – 16. September 2006 – 10:00 | 36 – 16. September 2006 – 10:00 | Südafrika                       | 0 |                                |                                |
|  | Südafrika                       | 2                               | Indien                          | 1 |                                |                                |
|  | Japan                           | 5                               |                                 |   | 40 – 17. September 2006 – 8:00 | 40 – 17. September 2006 – 8:00 |

Plätze 5 bis 8
| Neuseeland | 0:3 | Niederlande                                                               | Spielbericht                                                |
|            |     | Roderick Weusthof (34.) Taeke Taekema (41., E) Roderick Weusthof (49., E) | 16. September 2006 Schiedsrichter: Andy Mair Satinder Kumar |

Spiel um Platz 5
| England            | 1:0 | Pakistan | Spielbericht                                                 |
| Martin Jones (67.) |     |          | 16. September 2006 Schiedsrichter: Rob ten Cate Kim Hong-lae |

|  | Halbfinale fünf bis acht        | Halbfinale fünf bis acht        |                                 |   | Spiel um Platz fünf             | Spiel um Platz fünf             |
|  |                                 |                                 |                                 |   |                                 |                                 |
|  | Neuseeland                      | 3                               |                                 |   |                                 |                                 |
|  | England                         | 4                               |                                 |   |                                 |                                 |
|  | 31 – 15. September 2006 – 12:30 |                                 |                                 |   |                                 |                                 |
|  |                                 |                                 | 38 – 16. September 2006 – 17:30 |   |                                 |                                 |
|  | England                         | 1                               |                                 |   |                                 |                                 |
|  |                                 | Pakistan                        | 0                               |   |                                 |                                 |
|  |                                 |                                 |                                 |   |                                 |                                 |
|  | Spiel um Platz sieben           |                                 |                                 |   |                                 |                                 |
|  | 32 – 15. September 2006 – 15:00 | 32 – 15. September 2006 – 15:00 | Neuseeland                      | 0 |                                 |                                 |
|  | Niederlande                     | 2                               | Niederlande                     | 3 |                                 |                                 |
|  | Pakistan                        | 3                               |                                 |   | 37 – 16. September 2006 – 15:00 | 37 – 16. September 2006 – 15:00 |

## Finalspiele
| Australien                                                                          | 4:2 | Südkorea                                       | Spielbericht                                                      |
| Bevan George (38., E) Travis Brooks (51., E) Jamie Dwyer (60.) Michael McCann (70.) |     | Jang Jong-hyun (E) (31.) Kang Seong-jung (41.) | 15. September 2006 Schiedsrichter: Christian Blasch Henrik Ehlers |

| Deutschland                                                                                          | 5:3 n.S. | Spanien                                                        | Spielbericht                                                 |
| Björn Emmerling (19.) Moritz Fürste (46.) Christopher Zeller (7m) Timo Wess (7m) Philipp Zeller (7m) |          | Santiago Freixa (27., E) Alex Fábregas (47.) Eduard Tubau (7m) | 15. September 2006 Schiedsrichter: David Gentles John Wright |

| Südkorea                                       | 2:3 n. V. | Spanien                                                | Spielbericht                                                  |
| Jang Jong-hyun (42., E.) Seo Jong-ho (60., E.) |           | Eduard Tubau (9.) Santiago Freixa (40.) Pol Amat (71.) | 17. September 2006 Schiedsrichter: David Gentles David Leiper |

| Australien                                                   | 3:4 | Deutschland                                                                                 | Spielbericht                                                 |
| Mark Knowles (19., E.) Matt Naylor (25., E) Troy Elder (38.) |     | Christopher Zeller (18.) Moritz Fürste (46.) Björn Emmerling (49.) Christopher Zeller (54.) | 17. September 2006 Schiedsrichter: John Wright Henrik Ehlers |

|  | Halbfinale                      | Halbfinale                      |                                 |   | Finale                          | Finale                          |
|  |                                 |                                 |                                 |   |                                 |                                 |
|  | Australien                      | 4                               |                                 |   |                                 |                                 |
|  | Südkorea                        | 2                               |                                 |   |                                 |                                 |
|  | 33 – 15. September 2006 – 17:30 |                                 |                                 |   |                                 |                                 |
|  |                                 |                                 | 42 – 17. September 2006 – 15:30 |   |                                 |                                 |
|  | Australien                      | 3                               |                                 |   |                                 |                                 |
|  |                                 | Deutschland                     | 4                               |   |                                 |                                 |
|  |                                 |                                 |                                 |   |                                 |                                 |
|  | Spiel um Platz drei             |                                 |                                 |   |                                 |                                 |
|  | 34 – 15. September 2006 – 20:15 | 34 – 15. September 2006 – 20:15 | Südkorea                        | 2 |                                 |                                 |
|  | Deutschland                     | 2 (3)                           | Spanien                         | 3 |                                 |                                 |
|  | Spanien                         | 2 (1)                           |                                 |   | 41 – 17. September 2006 – 13:00 | 41 – 17. September 2006 – 13:00 |

## Endklassement
| Platz | Land        |
| ----- | ----------- |
| 1     | Deutschland |
| 2     | Australien  |
| 3     | Spanien     |
| 4     | Südkorea    |
| 5     | England     |
| 6     | Pakistan    |
| 7     | Niederlande |
| 8     | Neuseeland  |
| 9     | Japan       |
| 10    | Argentinien |
| 11    | Indien      |
| 12    | Südafrika   |

## Torjäger
- In Klammern: Treffer im Siebenmeterschießen

| Tore   | Name                 | Land                 |
| ------ | -------------------- | -------------------- |
| 11     | Taeke Taekema        | Niederlande          |
| 8 (+1) | Christopher Zeller   | Deutschland          |
| 7      | Santiago Freixa      | Spanien              |
| 5      | Jang Jong-hyun       | Südkorea             |
| 5      | Simon Mantell        | England              |
| 5      | Hayden Shaw          | Neuseeland           |
| 5      | James Tindall        | England              |
| 4 (+1) | Eduard Tubau         | Spanien              |
| 4      | Sohail Abbas         | Pakistan             |
| 4      | Pol Amat             | Spanien              |
| 4      | Jamie Dwyer          | Australien           |
| 4      | Troy Elder           | Australien           |
| 4      | Michael McCann       | Australien           |
| 4      | Shivendra Singh      | Indien               |
| 4      | Ian Symons           | Südafrika            |
| 3      | insgesamt 13 Spieler | insgesamt 13 Spieler |
| 2      | insgesamt 17 Spieler | insgesamt 17 Spieler |
| 1      | insgesamt 23 Spieler | insgesamt 23 Spieler |

## Medaillengewinner
| Platz | Land        | Sportler |
| ----- | ----------- | --- |
| 1     | Deutschland | Christian Schulte (ohne Einsatz), Philipp Crone, Sebastian Biederlack, Eike Duckwitz, Carlos Nevado, Moritz Fürste, Jan-Marco Montag, Björn Emmerling, Justus Scharowsky, Tibor Weißenborn, Niklas Meinert, Timo Wess, Christopher Zeller, Matthias Witthaus, Philipp Zeller, Oliver Hentschel, Sebastian Draguhn, Ulrich Bubolz |
| 2     | Australien  | Stephen Mowlam, Jamie Dwyer, Liam de Young, Michael Boyce, Michael McCann, Troy Elder, Robert Hammond, Nathan Eglington, Mark Knowles, Russell Ford, Luke Doerner, Bevan George, Matt Naylor, Aaron Hopkins, Travis Brooks, Brent Livermore, Dean Butler, Stephen Lambert                                                        |
| 3     | Spanien     | Bernardino Herrera, Santiago Freixa, Oriol Freixa, Kiko Fábregas, Franc Dinares, Alex Fábregas, Pol Amat, Eduard Tubau, Juan Fernández La Villa. Ramón Alegre, Víctor Sojo, Xavier Ribas, Albert Sala, Rodrigo Garza, Pau Quemada, Sergi Enrique, Francisco Cortés Juncosa, David Alegre                                         |